# Lute Olson Award

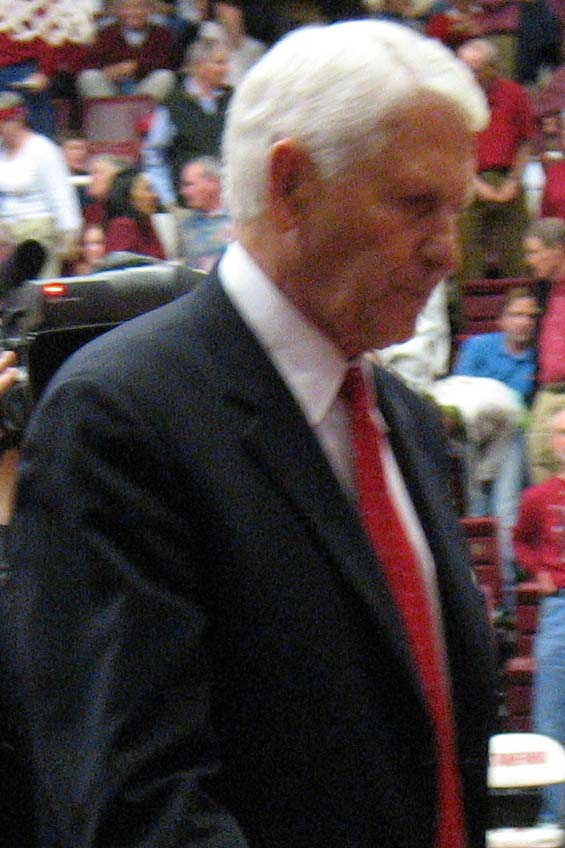
Lute Olson w 2007.

Lute Olson Award – nagroda przyznawana corocznie najlepszemu koszykarzowi akademickiemu NCAA Division I, niebędącego pierwszoroczniakiem. Zaczęto ją przyznawać w 2010 i nazwano imieniem byłego trenera zespołu Arizona Wildcats – Lute'a Olsona.
Jedynie zawodnicy, którzy występują w NCAA co najmniej dwa lata kwalifikują się jako kandydaci do nagrody. Zawodnicy pierwszoroczni lub po transferach nie kwalifikują się na kandydatów do nagrody. Laureat jest wybierany przez komitet, w którego skład wchodzą byli trenerzy, zawodnicy NBA, członkowie mediów, trener Lute Olson oraz inni członkowie społeczności koszykarskiej.

## Laureaci

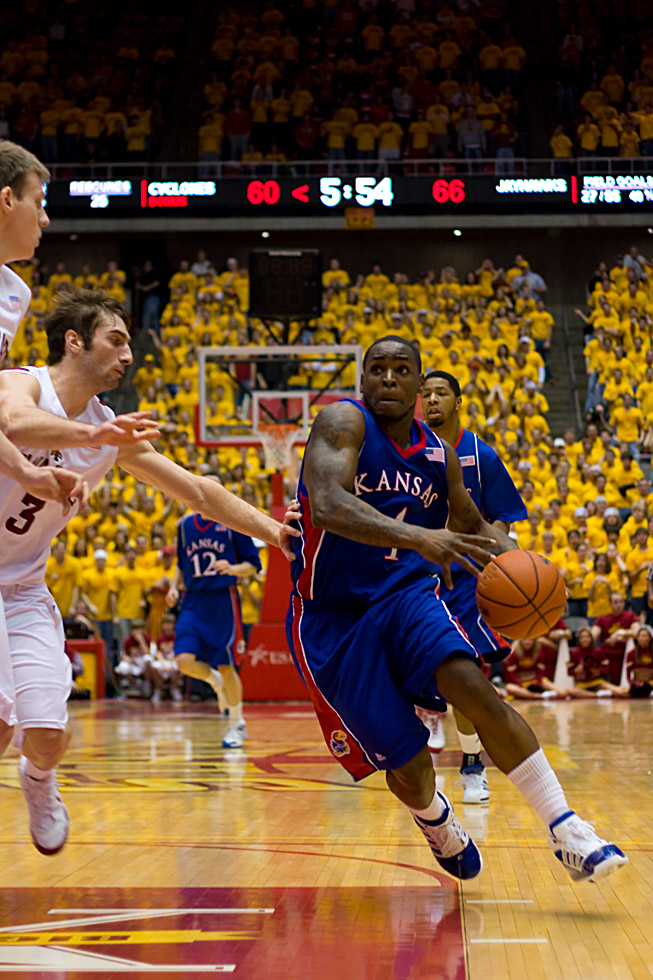
Sherron Collins z Kansas - pierwszy laureat nagrody (2010).

| *            | Nagrodzeni tytułem krajowego akademickiego koszykarza roku: - im. Naismitha - im. Woodena - według: - Helms Foundation (do 1979) - United Press International (1954–96) |
| Zawodnik (X) | Cyfra w nawiasie oznacza liczbę nagród, uzyskanych przez tego samego zawodnika                                                                                          |
| Freshman     | koszykarz I roku |
| Sophomore    | Koszykarz II roku |
| Junior       | koszykarz III roku |
| Senior       | Koszykarz IV roku |

| Sezon   | Zawodnik            | Uczelnia       | Pozycja          | Status    | Przyp. |
| ------- | ------------------- | -------------- | ---------------- | --------- | ------ |
| 2009–10 | Sherron Collins     | Kansas         | rozgrywający     | Senior    | [ 1 ]  |
| 2010–11 | Kemba Walker        | Connecticut    | rozgrywający     | Junior    | [ 2 ]  |
| 2011–12 | Doug McDermott      | Creighton      | niski skrzydłowy | Sophomore | [ 3 ]  |
| 2012–13 | Shane Larkin        | Miami (FL)     | rozgrywający     | Sophomore | [ 4 ]  |
| 2013–14 | Doug McDermott* (2) | Creighton      | niski skrzydłowy | Senior    | [ 5 ]  |
| 2014–15 | Cameron Payne       | Murray State   | rozgrywający     | Sophomore | [ 6 ]  |
| 2015–16 | Denzel Valentine    | Michigan State | niski skrzydłowy | Senior    | [ 7 ]  |
| 2016–17 | Caleb Swanigan      | Purdue         | silny skrzydłowy | Sophomore | [ 8 ]  |
| 2017–18 | Jalen Brunson*      | Villanova      | rozgrywający     | Junior    |        |
| 2018–19 | Ja Morant           | Murray State   | rozgrywający     | Sophomore | [ 9 ]  |

## Laureaci według uczelni
| Uczelnia       | Laureaci | Lata       |
| -------------- | -------- | ---------- |
| Creighton      | 2        | 2012, 2014 |
| Murray State   | 2        | 2015, 2019 |
| Connecticut    | 1        | 2011       |
| Kansas         | 1        | 2010       |
| Miami (FL)     | 1        | 2013       |
| Michigan State | 1        | 2016       |
| Purdue         | 1        | 2017       |
| Villanova      | 1        | 2018       |